# Exergy Tour
L'Exergy Tour è una corsa a tappe femminile di ciclismo su strada che si disputa annualmente nel mese di maggio in Idaho, Stati Uniti. Fa parte del Calendario internazionale femminile UCI classe 2.1.
La prima edizione, tenutasi nel 2012 nell'arco di cinque giornate, è stata vinta dalla statunitense Evelyn Stevens (Team Specialized-Lululemon) davanti alle due compagne di squadra Amber Neben e Clara Hughes.

## Albo d'oro
| Anno | Vincitrice     | Seconda     | Terza        |
| ---- | -------------- | ----------- | ------------ |
| 2012 | Evelyn Stevens | Amber Neben | Clara Hughes |
| 2013 |                |             |              |

### Altre classifiche
| Anno | Sprint              | Montagna       | Giovani         | Combattività |
| ---- | ------------------- | -------------- | --------------- | ------------ |
| 2012 | Ina-Yoko Teutenberg | Evelyn Stevens | Jasmin Glaesser | Clara Hughes |
| 2013 |                     |                |                 |              |